# Genboen (Matador)
Genboen er den anden episode af den danske tv-serie Matador. Den blev skrevet af Jens Louis Petersen, efter ide af seriens skaber Lise Nørgaard og instrueret af Erik Balling. Seriens musikalske tema er komponeret af Bent Fabricius-Bjerre. Den blev vist første gang på dansk tv den 18. november 1978.

## Handling
"De højere kredse ser med blandede følelser på at Mads Andersen-Skjern (Jørgen Buckhøj) har slået sig ned i Korsbæk. Han er blevet genbo til bankdirektør Varnæs (Holger Juul Hansen), men direktøren i Korsbæk Bank hører ikke til dem, der låner penge ud til nye butikker, startet af tilflyttere. De fleste regner med, at Tøjhuset hurtigt vil lukke - men Andersen-Skjern er skabt af bedre stof end de fleste. I sit bagland trækker jyden på både grisehandler Oluf Larsen (Buster Larsen) og dennes familie, ikke mindst Larsens datter Ingeborg (Ghita Nørby)."

## Medvirkende
- Holger Juul Hansen - (Hans Christian Varnæs, bankdirektør)
- Malene Schwartz - (Maude Varnæs, bankdirektørfrue)
- Helle Virkner - (frk. Friis, Maudes søster)
- Søren Bruun - (Ulrik, Hans Christians og Maudes søn)
- Nicla Ursin - (Regitze, Hans Christians og Maudes datter)
- Kirsten Olesen - (Agnes, stuepige hos Varnæs)
- Elin Reimer - (Laura, kokkepige hos Varnæs)
- Karen Berg - (Fru Fernando Møhge, Hans Christians gudmor)
- Karin Nellemose - (Misse Møhge, Fru Fernando Møhges datter)
- Else-Marie Juul Hansen - (Konsulinde Oda Holm)
- John Hahn-Petersen - (Hr. Stein, bogholder i Korsbæk Bank)
- Ann Margrethe Schou - (Frk. Mortensen, kassererske i Korsbæk Bank)
- Joen Bille - (Aage Holmdal, bankassistent volontør i Korsbæk Bank)
- Preben Mahrt - (Albert Arnesen, ejer af Damernes Magasin)
- Sonja Oppenhagen - (Vicki Arnesen, Alberts kone)
- Arthur Jensen - (Rudolf Schwann, førstemand i Damernes Magasin)
- Vera Gebuhr - (frk. Inger Jørgensen, ekspeditrice i Damernes Magasin)
- Else Petersen - (Frøken Grøn, direktrice i Damernes Magasin)
- Esper Hagen - (Arnold Vinter, lærling i Damernes Magasin)
- Jørgen Buckhøj - (Mads Andersen-Skjern)
- Kristian Steen Rem - (Daniel Andersen Skjern)
- Buster Larsen - (grisehandler Oluf Larsen)
- Lily Broberg - (Katrine Larsen, Oluf Larsens kone)
- Ghita Nørby - (Ingeborg, Oluf og Kathrines datter)
- Helle Nielsen III - (Ellen, Ingeborgs datter)
- Claus Michel Heil - (Fritz, lærling i Tøjhuset)
- Per Pallesen - (Severin Boldt, tjener på Jernbanerestauranten)
- Benny Hansen - ("Fede", Maler 'Frede' Hansen)
- Kurt Ravn - (Lauritz Jensen "Røde", jernbanearbejder)
- Ole Andreasen - (Resuméfortælleren)